# Alliance mondiale des pays désertiques
L’Alliance mondiale des pays désertiques (AMPD, en anglais : Global Dry Lands Alliance, GDLA), est une coalition de gouvernements de pays secs créée par le Qatar. 
L’AMPD se présente comme une organisation tournée vers la recherche, mais certains commentateurs ont fait valoir qu’elle serait avant tout un « instrument de soft power » pour le Qatar.    

## Historique
L’AMPD est fondée à l’initiative du gouvernement du Qatar le 9 mars 2012 dans le cadre du premier Forum Mondial pour la Sécurité Alimentaire à Rabat (Maroc). En effet, le Qatar n’a presque pas de terres cultivables sur son territoire et dépend donc à 90 % des importations étrangères pour ses besoins alimentaires.  
Le premier sommet réunissant les représentants de tous les pays membres s’est tenu à Doha le 6 septembre 2012. 

## Pays membres
L’Alliance compte à ce jour (juillet 2016) dix-sept pays membres  :  
- Qatar
- Algérie
- Égypte
- Irak
- Koweït
- Libye
- Mauritanie
- Mexique
- Maroc
- Arabie saoudite
- Tunisie

## Mission
La mission de l’AMPD telle que décrite sur le site internet de l’organisation est d’assurer la sécurité alimentaire des pays désertiques et de contribuer à la stabilité et à la paix dans le monde.
Pour ce faire, l’association travaille en collaboration avec des partenaires locaux, régionaux et internationaux pour identifier, disséminer et mettre en œuvre des solutions aux difficultés des pays désertiques en lien avec la production d’énergie, l’agriculture et la gestion de l’eau. 

## Critiques
La création de l’AMPD et plus généralement la politique d’acquisition massive par le Qatar de terres agricoles dans des pays en voie de développement fait partie d’une tendance lourdement critiquée par de nombreux représentants des pays du Sud et autres organisations non gouvernementales. L’ancien Directeur général de l’Organisation des nations unies pour l’alimentation et l’agriculture (Food and Agriculture Organisation ou « FAO ») Jacques Diouf a ainsi qualifié ce phénomène de « néocolonialisme agraire ».   
En effet, le Qatar aurait acheté environ 850 000 hectares de terres agricoles en dehors de son territoire en seulement six années (entre 2002 et 2008). Ainsi, certains observateurs ont accusé le Qatar de s’adonner à des pratiques de « land grabbing » notamment via la société Hassad Food Company, détenue à 100 % par le fonds souverain Qatar Investment Authority. 
D’autres commentateurs encore ont fait valoir que la création de l’AMPD ne serait qu’une stratégie de communication pour le Qatar, visant à redorer le blason de l’émirat, ou bien un autre outil pour accroître l’influence de l’émirat sur la scène internationale.  
Selon un article de l’hebdomadaire français  l’Express : « Après la célèbre chaîne Al-Jazeera, ou encore ses investissements dans le sport, l'AMPD fait figure de nouveau soft power qatari. En témoigne la présence de Miguel Moratinos, l'ex-chef de la diplomatie espagnole sous le gouvernement de José Luis Zapatero, à la tête de l'institution ».